# Loch Finsbay
Loch Finsbay, schottisch-gälisch: Loch Fhionnsabhagh, ist eine Meeresbucht der schottischen Hebrideninsel Lewis and Harris.

## Geographie
Loch Flodabay ist eine Bucht an der Ostküste von Harris, dem Südteil der Doppelinsel Lewis and Harris. Sie tritt aus der Meerenge The Minch etwa 2,1 Kilometer in nordwestlicher Richtung in die Landmasse ein. Seeseitig begrenzend sind die etwa 1,3 Kilometer voneinander entfernt liegenden Kaps am Sròn Ghaoithe im Westen und nahe dem Rubha Quidnish im Osten. Nördlich schließt sich die Bucht Loch Flodabay an.
In der Einfahrt zu Loch Finsbay liegen die beiden größten Inseln der Bucht, die jeweils etwa 240 Meter langen Schären Eilean Fhionnsabhagh im Südwesten und die Eilean Chuidhtinis im Nordosten. Insbesondere am Kopf der Bucht, nahe der Weiler Finsbay und Quidinish, münden mehrere kleine Bäche in Loch Finsbay. Nahe dem südwestlichen Abschluss der Bucht befindet sich der Weiler Borsham, während Ardvey auf der gegenüberliegenden Seite der Bucht gelegen ist.

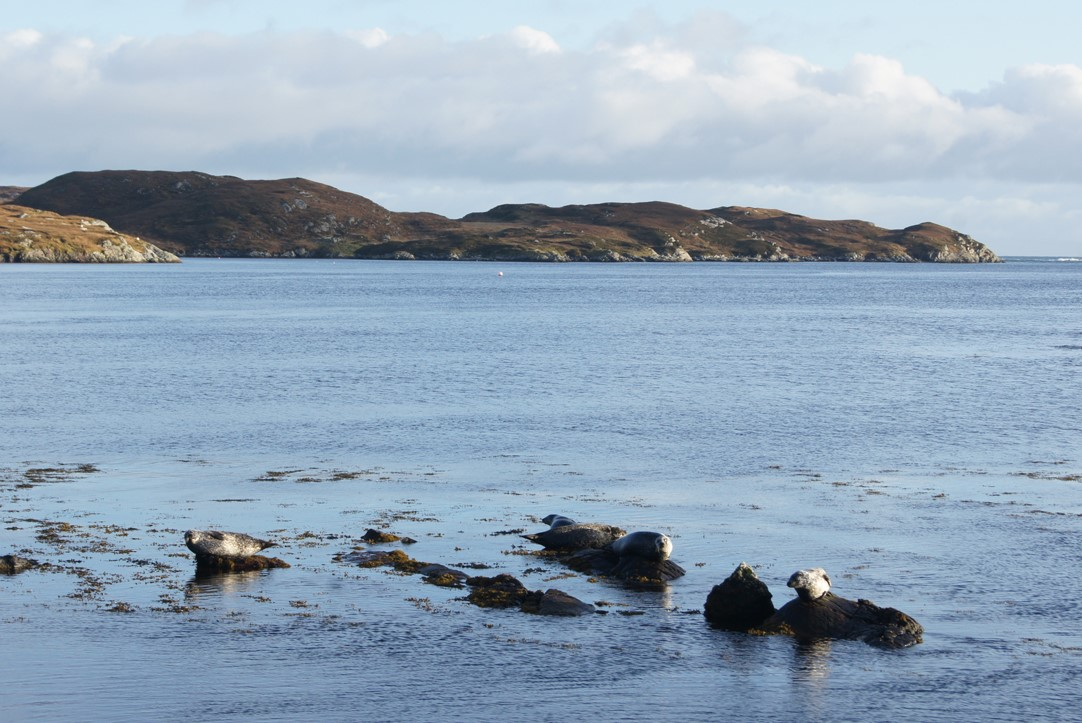
Seehunde auf einer Felsinsel
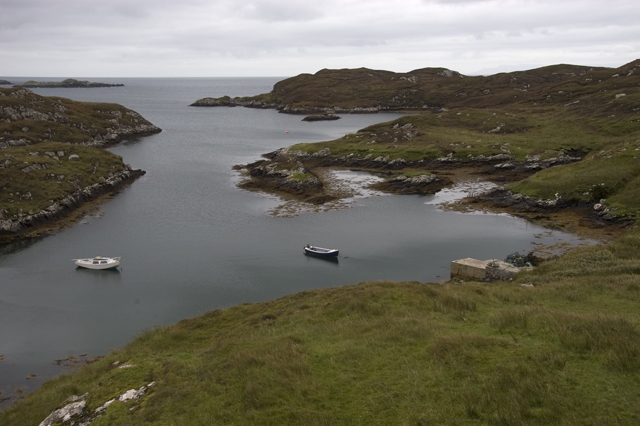
Nebenbucht mit Fischerbooten